# 米夏埃尔·马特
米夏埃尔·马特（德語：Michael Matt，1993年5月13日—）生于蒂罗尔州察姆斯，是一名奥地利男子高山滑雪运动员。他在三岁时开始接触滑雪，八岁时他曾遭遇雪崩，最终幸存下来。他有两个哥哥，其中大哥馬里奧·馬特和他一样是高山滑雪选手，曾在2014年索契冬奥夺冠，二哥安德烈亚斯·马特则是一名主攻自由式滑雪越野的选手。米夏埃尔20岁时完成了自己的世界杯首秀，当时他和哥哥马里奥同场竞技。